# Grüne Huschspinne
Die Grüne Huschspinne (Micrommata virescens) ist eine Spinne aus der Familie der Riesenkrabbenspinnen (Sparassidae). Sie ist paläarktisch verbreitet, dabei jedoch als xerophile (wärmeliebende) in den südlichen Breiten ihres Vorkommensgebiets häufiger und bewohnt ihrer Xerophilie entsprechend bevorzugt trockenwarme Habitate (Lebensräume). Ferner ist die Grüne Huschspinne die einzige in Mitteleuropa natürlich vorkommende Riesenkrabbenspinne. Die Art zählt zu den mittelgroßen Echten Webspinnen (Araneomorphae) und erhält ihren Trivialnamen durch die vor allem beim Weibchen ausgeprägte Grünfärbung, während das Männchen vermehrt olivgrüne bis gelbe wie auch rote Farbelemente aufweist.
Bei der Grünen Huschspinne handelt es sich wie bei allen Huschspinnen (Micrommata) und somit im Gegensatz zu den meisten anderen Riesenkrabbenspinnen um eine tagaktive Art, die sich bevorzugt in niedrigem Gebüsch oder höheren Gräsern aufhält, wo sie aufgrund ihrer Färbung gut getarnt ist. Sie ernährt sich wie alle Spinnen räuberisch und erlegt wie für Riesenkrabbenspinnen üblich Beutetiere freilaufend und somit ohne ein Fangnetz. Der Paarung geht eine ausgeprägte Balz voraus und ein begattetes Weibchen fertigt im Sommer einen Brutgespinst an, in dem es seinen Eikokon deponiert. Es betreibt Brutpflege und bewacht sowohl das Eigelege als auch die frisch geschlüpften Nachkommen, ehe diese sich selbstständig verstreuen und selbstständig über mehrere Fresshäute (Häutungsstadien) heranwachsen.
Die Arachnologische Gesellschaft kürte die Grüne Huschspinne zur Spinne des Jahres 2004. Damit sollte u. a. auf die Gefährdung der Art durch den Rückgang ihrer Lebensräume aufmerksam gemacht werden. Eine Gefahr für den Menschen geht von der Spinne nicht aus.

## Merkmale

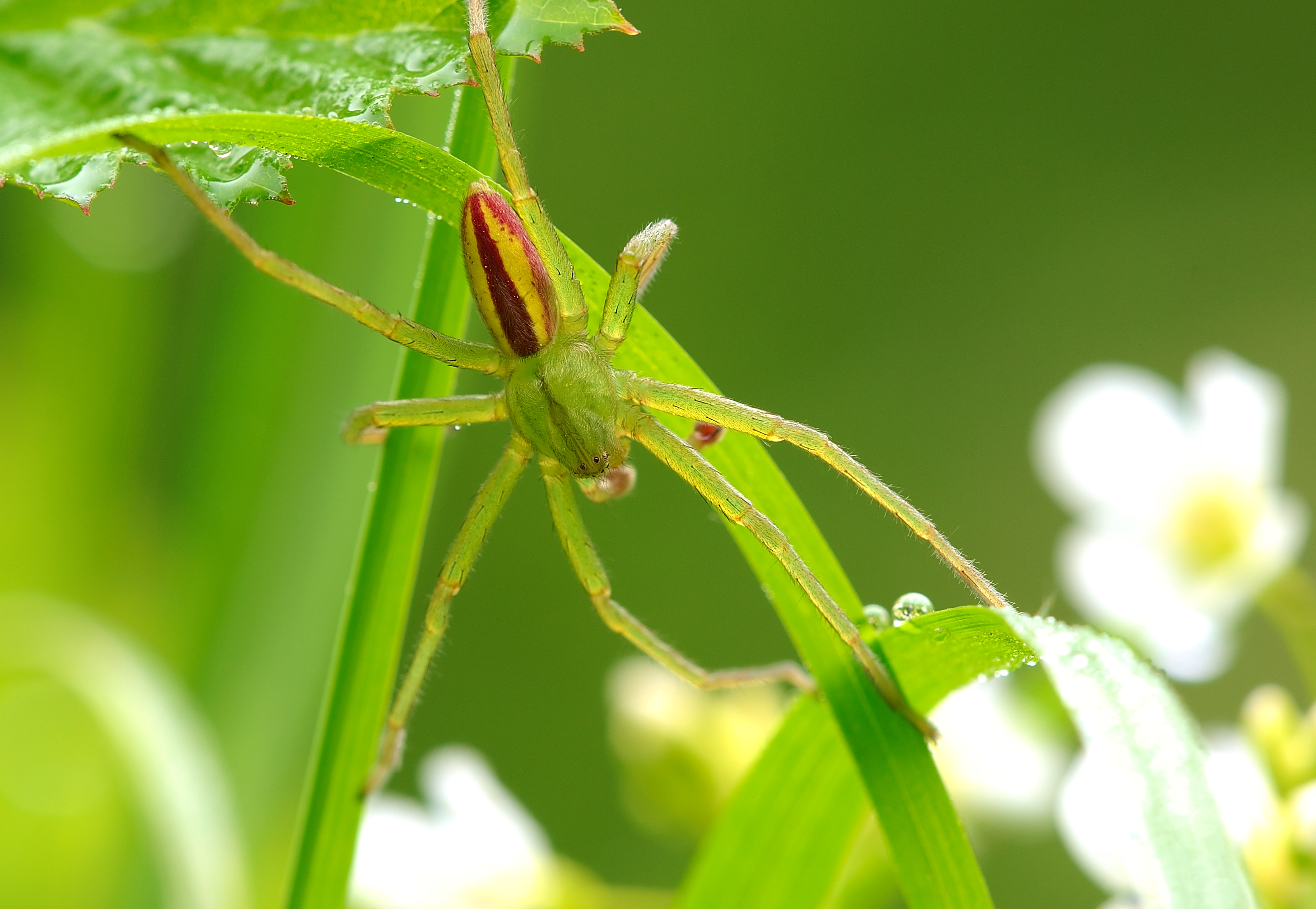
Männliches Exemplar – deutlich zu erkennen am rot-gelb gestreiften Hinterleib

Männliche Exemplare erreichen eine Länge von 8 bis 10 Millimeter, Weibchen werden zwischen 12 und 15 Millimeter groß. Der Vorderkörper und die Beine beider Geschlechter sind auffallend grasgrün, ebenso der Hinterkörper des Weibchens. Beim Männchen befindet sich am Hinterkörper ein roter Längsstreifen, der von zwei gelben Streifen umgeben ist. Weiter seitlich folgen wieder zwei rote Streifen.
Die Jungtiere sind zunächst auch grün, bekommen aber vor der Überwinterung eine gelbbraune, leicht grünliche, Grundfärbung mit rötlichen Punkten, die sich stellenweise zu Streifenzeichnungen zusammenfinden.
Grüne Huschspinnen werden etwa 18 Monate alt.
| Geschlecht | Prosoma (Vörderkörper) | Opisthosoma (Hinterleib) | Zahnreihen der Cheliceren (Kieferklauen)/Zahnreihen der Cheliceren | Länge der Setae (chitinisierten Haaren) an den Cheliceren |
| ---------- | ---------------------- | ------------------------ | ------------------------------------------------------------------ | --------------------------------------------------------- |
| Männchen   | 3,8 bis 4,4            | 3,7 bis 5,6              | 2/4 bis 6                                                          | 0,6 bis 0,9                                               |
| Weibchen   | 3,8 bis 5,6            | 5,4 bis 12,2             | 2/4 bis 7                                                          | 0,6 bi 0,9                                                |

### Sexualdimorphismus
Die Grüne Huschspinne weist wie viele Spinnen einen ausgeprägten Sexualdimorphismus (Unterschied der Geschlechter) auf. Dieser macht sich neben den Dimensionen bei der Farbgebung beider Geschlechter bemerkbar.

#### Männchen
Das Männchen hat eine blass gelblich-braune Grundfärbung, wobei die Segmente der Beine in distaler (von der Körpermitte entfernt gelegener) Lage dunkler ausfällt. Der Carapax ist im lebendigen Zustand grün gefärbt, wobei dies jedoch nach dem Exitus verblasst, und weist ein dunkles medianes (mittleres) Band sowie undeutliche laterale (seitliche) und marginale (randseitige) Bänder auf. Das Opsthosoma besitzt dorsal (oben) ein an das des Carapax anknüpfendes, jedoch undeutliches und dunkles Medianband. Es ist mit Ausnahme des für Huschspinnen (Micrommata) typischen Herzfmals weißen bis gelblichen und kristallförmigen Flecken bedeckt. Im lebendigen Zustand ist das Opisthosoma des Männchens gelb gefärbt. Außerdem besitzt es dann ein rotes Medianband und jeweils beidseitig einem breiten roten Lateralstreifen.
| Gemessener Bereich                             | Wert |
| ---------------------------------------------- | ---- |
| Körpermaße                                     |      |
| Gesamtlänge                                    | 7,1  |
| Länge des Prosomas                             | 3,9  |
| Breite des Prosomas                            | 3,1  |
| Anteriore Breite                               | 1,5  |
| Länge des Opisthosomas                         | 3,8  |
| Breite des Opisthosomas                        | 2,1  |
| Durchmesser der Augen                          |      |
| Anterior median                                | 0,15 |
| Anterior lateral                               | 0,22 |
| Posterior median                               | 0,16 |
| Posterior lateral                              | 0,18 |
| Abstand der Augen                              |      |
| Anterior median zueinander                     | 0,14 |
| Anterior median-Anterior lateral               | 0,03 |
| Posterior median zueinander                    | 0,28 |
| Posterior median-Posterior lateral             | 0,2  |
| Anterior median-Posterior median               | 0,38 |
| Anterior lateral-Posterior lateral             | 0,17 |
| Abstand der anterioren Augen zu den Cheliceren |      |
| Anterior median-Cheliceren                     | 0,39 |
| Anterior lateral-Cheliceren                    | 0,4  |

## Unterarten
- Micrommata virescens ornata (Walckenaer, 1802)

## Verbreitung und Lebensraum
Micrommata virescens ist in Mitteleuropa weit verbreitet und vor allem in den südlichen Bereichen nicht selten. Sie lebt hauptsächlich an warmen Stellen, wie zum Beispiel in lichten Laubwäldern, am Waldrand oder auf buschbewachsenen Trockenrasen.

## Lebensweise und Fortpflanzung
Die Grüne Huschspinne ist ein tagaktiver flinker Jäger, der in der Kraut- und Strauchschicht der Vegetation unterschiedlicher Lebensräume lebt. Das wärmeliebende Tier jagt ohne Netz.
Reife Tiere sind hauptsächlich im Mai und Juni anzufinden, Weibchen vereinzelt noch im August. Die Paarung ist ähnlich wie bei den Wolfsspinnen. Das Männchen besteigt das Weibchen von vorne, beugt sich dann zur Seite herunter und führt einen Taster ein. Obwohl nur ein einmaliger Tasterwechsel erfolgt, kann dieser Prozess mehrere Stunden andauern. Anschließend baut das Weibchen eine Eikammer aus zusammengesponnenen Blättern, die meist dicht über dem Erdboden befestigt und bis zum Schlupf bewacht wird. Die Eier sind ebenfalls grün.

## Sonstiges
Die Grüne Huschspinne wurde 2004 zur Spinne des Jahres gewählt. Eine namentlich ähnlich klingende und teilweise auch ähnlich aussehende Spinne ist die Grüne Luchsspinne.

## Galerie

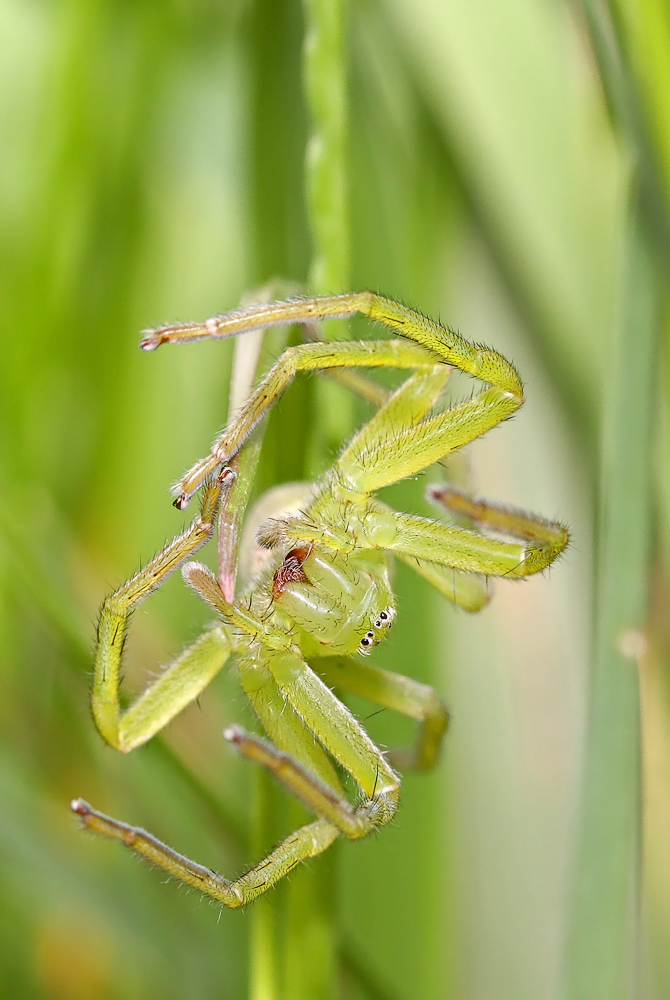
Grüne Huschspinne – Frontalansicht
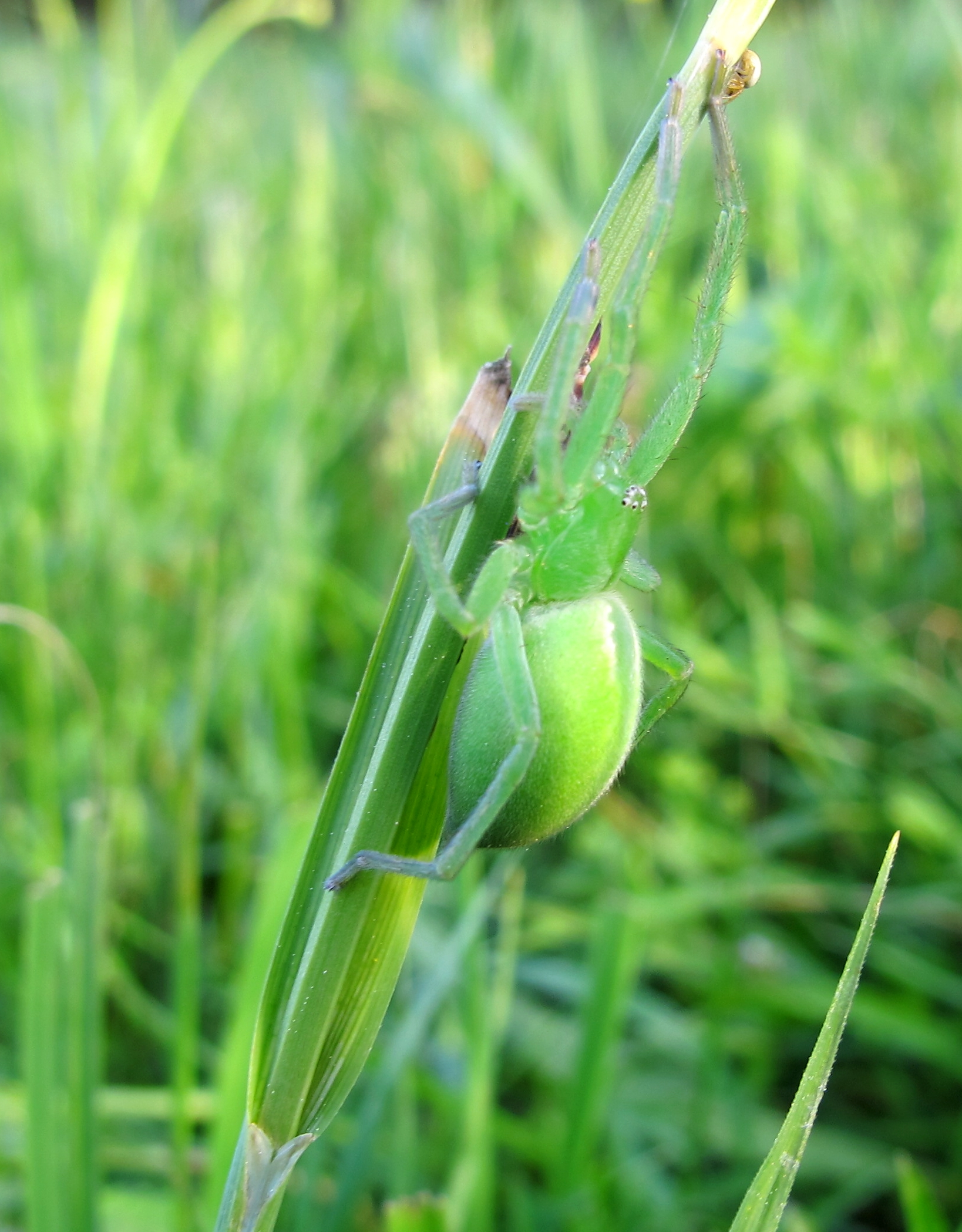
Grüne Huschspinne – gut getarnt auf einem Grashalm